# Camille-Augustin de Meaux
Camille-Augustin de Meaux, né le (15 juillet 1771 à Montbrison et mort le 15 juin 1859 à l'Abbaye Notre-Dame d'Aiguebelle, est un homme politique français.

## Biographie
Issu d'une famille anoblie par une charge de secrétaire du roi (1704-1709), il est le fils de  Durand Antoine Demeaux (mort en 1794), avocat en Parlement, président au présidial de Montbrison, lieutenant-général au bailliage du Forez, marié en 1769 avec Marie-Marguerite Baillard
Il épouse en 1797 Marie-Charlotte Flachat d'Apinac dont il n'eut pas de descendances selon Albert Revérend, Les familles titrées et anoblies au XIXe siècle (1905).
Propriétaire, maire de Montbrison et conseiller général de la Loire. Il est élu  député 22 août 1815 et siège dans la majorité ultra-royaliste de la Chambre introuvable. Il ne se représente pas l'année suivante, et reste éloigné pendant quelques années de la scène politique. Candidat aux élections du 25 février 1824, il échoue dans le 1er arrondissement électoral de la Loire, mais il est élu huit jours après par le grand collège du même département, et est réélu, le 24 novembre 1827. Il ne cesse de voter avec la majorité ministérielle et fait partie des 300 fidèles de Villèle. Il soutient le ministère Polignac contre les 221, et n'est pas réélu en juin 1830. Il renonce dès lors à la politique pour se consacrer à des œuvres religieuses.
Il est titré vicomte à titre personnel par ordonnance du 29 mai 1830 et régularisé à titre héréditaire par lettres patentes du 7 décembre 1830.
Les auteurs du Dictionnaire de la noblesse française indiquent que ce titre de vicomte par lettres patentes du 7 décembre 1830 a été concédé à une branche éteinte. Régis Valette ne mentionne pas de titre pour la branche subsistante dans son Catalogue de la noblesse française (2007).
Il est l'auteur de Observations relatives au budget des postes adressée à ses commettants, in 8 de 16 page publié à Paris en 1827. 

## Armes
Les armes de la famille de Meaux sont D'azur au chevron d'or, accompagné en chef de deux étoiles d'argent et, en pointe, d'un trèfle du même.